# Séamus Coleman
Séamus Coleman (Killybegs, 11 de outubro de 1988) é um futebolista irlandês que atua como lateral-direito.[carece de fontes?] Atualmente, defende o clube inglês Everton e é o capitão da Seleção Irlandesa de Futebol.

## Carreira
Coleman começou sua carreira no futebol, em Killybegs, no clube local St. Catherines, em seguida atuou no Sligo Rovers Football Club. Em 2009 foi contratado pelo Everton por £60.000. Foi emprestado por meia temporada ao clube Blackpool Football Club em 2010.Atualmente, defende o clube inglês Everton e é o capitão da Seleção Irlandesa de Futebol.
Em 2014 foi escolhido pela Associação de Jogadores Profissionais como um dos integrantes da equipe ideal da Premier League. Faziam parte da lista ainda os jogadores Luis Suárez, Eden Hazard, Petr Čech, Vincent Kompany, Gary Cahill, Luke Shaw, Steven Gerrard, Adam Lallana, Daniel Sturridge e Yaya Touré.
Coleman fez parte do elenco da Seleção Irlandesa de Futebol da Eurocopa de 2016.